# Sociedad conyugal
La sociedad conyugal, sociedad de gananciales, sociedad de bienes, comunidad de bienes, comunidad de ganancias o comunidad de gananciales, es un régimen patrimonial del matrimonio que normalmente las legislaciones establecen supletoriamente a la voluntad de los contrayentes y consiste en que durante su vigencia sólo uno de los cónyuges administra los bienes comunes, pero al término de la sociedad se dividen los gananciales por mitad de forma igualitaria para ambos.

## Regulación por países
Dentro de la regulación del régimen de la comunidad de bienes destacan la siguiente normativa:
- Argentina 
  - Artículos 463 a 504 del nuevo Código Civil y Comercial  (vigente desde 1 de enero de 2016)[1]
  - Artículos 1217 a 1322 del Códogo Civil (vigente hasta 31 de diciembre de 2015)[2]

- Bolivia. Artículos 101 a 128 del Código de Familia.[3]
- Brasil. Artículos 1639 a 1652 del Código Civil[4]
- Chile. Artículos 1715 a 1792 del Código Civil[5]
- Colombia.  Artículos 1781 a 1841 del Código Civil.[6]
- Ecuador. Artículos 139 a 207 del Código Civil.[7]
- España. Artículos 1344 a 1410 del Código Civil.[8]
- México. Artículos 183 a 206 del Código Civil.[9]
- Paraguay. Artículos 189 a 216 del Código Civil.[10]
- Perú. Artículos 301 a 325 del Código Civil.[11]
- Uruguay. Artículos 1938 a 2018 del Código Civil.[12]
- Venezuela. Artículos 148 a 183 del Código Civil.[13]

## España
Mediante la sociedad de gananciales se hacen comunes para los cónyuges las ganancias o beneficios obtenidos por cualquiera de ellos, después de contraer matrimonio. Cuando la sociedad de gananciales se disuelva, se atribuirá a cada uno de los cónyuges la mitad de los bienes que forman parte de la sociedad de gananciales, denominados normalmente bienes gananciales.
En algunas comunidades autónomas de España se establecen sistemas particulares. En la Comunidad Foral de Navarra el régimen es parecido pero se denomina "régimen de conquistas". Es el régimen aplicable en el caso de que el matrimonio no establezca ningún régimen. En Cataluña e Islas Baleares, al tener su propio derecho foral en esta materia, distinto del común, el régimen establecido por defecto es la separación de bienes.
En este sistema conviven tres patrimonios separados: los bienes privativos de un cónyuge, los bienes gananciales y los bienes privativos del otro cónyuge.

### Bienes gananciales
Según el artículo 1347 código civil son bienes gananciales:
1. Los obtenidos por el trabajo o la industria de cualquiera de los cónyuges.
2. Los frutos, rentas o intereses que produzcan tanto los bienes privativos como los gananciales.
3. Los adquiridos a título oneroso a costa del caudal común, bien se haga la adquisición para la comunidad, bien para uno solo de los esposos.
4. Los adquiridos por derecho de retracto de carácter ganancial, aun cuando lo fueran con fondos privativos, en cuyo caso la sociedad será deudora del cónyuge por el valor satisfecho.
5. Las Empresas y establecimientos fundados durante la vigencia de la sociedad por uno cualquiera de los cónyuges a expensas de los bienes comunes. Si a la formación de la Empresa o establecimiento concurren capital privativo y capital común, se aplicará lo dispuesto en el artículo 1.354.

### Bienes privativos
Según el artículo 1346 son privativos de cada uno de los cónyuges:
1. Los bienes y derechos que le pertenecieran al comenzar la sociedad.
2. Los que adquiera después por título gratuito.
3. Los adquiridos a costa o en sustitución de bienes privativos.
4. Los adquiridos por derecho de retracto perteneciente a uno solo de los cónyuges.
5. Los bienes y derechos patrimoniales inherentes a la persona y los no transmisibles inter vivos.
6. El resarcimiento por daños inferidos a la persona de uno de los cónyuges o a sus bienes privativos.
7. Las ropas y objetos de uso personal que no sean de extraordinario valor.
8. Los instrumentos necesarios para el ejercicio de la profesión u oficio, salvo cuando éstos sean parte integrante o pertenencias de un establecimiento o explotación de carácter común.

Los bienes mencionados en los apartados 4 y 8 no perderán su carácter de privativos por el hecho de que su adquisición se haya realizado con fondos comunes; pero, en este caso, la sociedad será acreedora del cónyuge propietario por el valor satisfecho.

### Causas de la disolución de la sociedad de gananciales
Se establece en el art. 1.392 que son causas de disolución de la sociedad de gananciales:
- Disolución del matrimonio (Art. 85 CC)
- Declaración de nulidad (Art. 73 CC)
- Declaración judicial de separación de los cónyuges (Art. 81 CC).
- Al convenir los cónyuges un régimen económico distinto a través de capitulaciones matrimoniales.

Además, habrá que tener en cuenta otras causas de extinción de la sociedad de gananciales, contempladas en el Art. 1.393 CC, a saber:
1. Haber sido el otro cónyuge judicialmente incapacitado, declarado pródigo, ausente, en concurso de acreedores o haber abandonado la familia.
2. Venir el otro cónyuge realizando por sí solo actos dispositivos o de gestión que entrañen fraude, daño o peligro para los derechos del otro en la sociedad.
3. Llevar separado de hecho más de un año por acuerdo mutuo o por abandono del hogar.
4. Incumplir grave y reiteradamente el deber de informar sobre la marcha de sus actividades económicas.

### Liquidación de la sociedad de gananciales
Una vez disuelta la sociedad se procederá a su liquidación, que comenzará por un inventario del activo y el pasivo de la misma. Una vez determinado el haber líquido se hará la división entre los cónyuges por mitad (Art. 1396 CC de España).

#### Activo
Habrán de comprenderse en el activo:
1. Los bienes gananciales existentes en el momento de la disolución.
2. El importe actualizado del valor que tenían los bienes al ser enajenados por negocio ilegal o fraudulento si no hubieran sido recuperados.
3. El importe actualizado de las cantidades pagadas por la sociedad que fueran de cargo sólo de un cónyuge y en general las que constituyen créditos de la sociedad contra este.

#### Pasivo
El pasivo de la sociedad estará integrado por las siguientes partidas:
1. Las deudas pendientes a cargo de la sociedad.
2. El importe actualizado del valor de los bienes privativos cuando su restitución deba hacerse en metálico por haber sido gastados en interés de la sociedad. Igual regla se aplicará a los deterioros producidos en dichos bienes por su uso en beneficio de la sociedad.
3. El importe actualizado de las cantidades que, habiendo sido pagadas por uno solo de los cónyuges, fueran de cargo de la sociedad y, en general, las que constituyan créditos de los cónyuges contra la sociedad.

Terminado el inventario se pagarán en primer lugar las deudas de la sociedad, comenzando por las alimenticias que, en cualquier caso, tendrán preferencia. Respecto de las demás, si el caudal inventariado no alcanzase para ello, se observará lo dispuesto para la concurrencia y prelación de créditos.
Cuando no hubiera metálico suficiente para el pago de las deudas podrán ofrecerse con tal fin adjudicaciones de bienes gananciales, pero si cualquier partícipe o acreedor lo pide se procederá a enajenarlos y pagar con su importe. Mientras no se hayan pagado por entero las deudas de la sociedad, los acreedores conservarán sus créditos contra el cónyuge deudor. El cónyuge no deudor responderá con los bienes que le hayan sido adjudicados, si se hubiere formulado debidamente inventario judicial o extrajudicial. Si como consecuencia de ello resultare haber pagado uno de los cónyuges mayor cantidad de la que le fuere imputable, podrá repetir contra el otro. Los acreedores de la sociedad de gananciales tendrán en su liquidación los mismos derechos que le reconocen las Leyes en la partición y liquidación de las herencias.
Pagadas las deudas y cargas de la sociedad se abonarán las indemnizaciones y reintegros debidos a cada cónyuge hasta donde alcance el caudal inventariado, haciendo las compensaciones que correspondan cuando el cónyuge sea deudor de la sociedad.
Hechas las deducciones en el caudal inventariado que prefijan los artículos anteriores, el remanente constituirá el haber de la sociedad de gananciales, que se dividirá por mitad entre los cónyuges o sus respectivos herederos. Si uno de los cónyuges resultare en el momento de la liquidación acreedor personal del otro, podrá exigir que se le satisfaga su crédito adjudicándole bienes comunes, salvo que el deudor pague voluntariamente.
Cada cónyuge tendrá derecho a que se incluyan con preferencia en su haber, hasta donde este alcance:
1. Los bienes de uso personal no incluidos en el número 7 del artículo 1.346.
2. La explotación económica que gestione efectivamente.
3. El local donde hubiese venido ejerciendo su profesión.
4. En caso de muerte del otro cónyuge, la vivienda donde tuviese la residencia habitual.

En los casos de los números 3 y 4 del artículo anterior podrá el cónyuge pedir, a su elección, que se le atribuyan los bienes en propiedad o que se constituya sobre ellos a su favor un derecho de uso o habitación. Si el valor de los bienes o el derecho superara al del haber del cónyuge adjudicatario, deberá este abonar la diferencia en dinero.
De la masa común de bienes se darán alimentos a los cónyuges o, en su caso, al sobreviviente y a los hijos mientras se haga la liquidación del caudal inventariado y hasta que se les entregue su haber; pero se les rebajarán de este en la parte que excedan de los que les hubiese correspondido en razón de frutos y rentas.
Siempre que haya de ejecutarse simultáneamente la 'liquidación de gananciales de dos o más matrimonios contraídos por una misma persona' para determinar el capital de cada sociedad se admitirá toda clase de pruebas en defecto de inventarios. En caso de duda se atribuirán los gananciales a las diferentes sociedades proporcionalmente, atendiendo al tiempo de su duración y a los bienes e ingresos de los respectivos cónyuges.
En todo lo no previsto en este capítulo sobre formación de inventario, reglas sobre tasación y ventas de bienes, división del caudal, adjudicaciones a los partícipes y demás que no se halle expresamente determinado, se observará lo establecido para la partición y liquidación de la herencia.

## Perú
En el régimen de Sociedad de gananciales están comprendidos todos lo bienes o rentas que hayan sido obtenidos durante el matrimonio, los cuales son repartidos en partes iguales tras el divorcio. 

### Bienes gananciales
Artículo principal: Bienes sociales
Según el artículo 320° del Código Civil, los bienes gananciales son:
1. Bienes adquiridos por trabajo, industria o profesión.
2. Los frutos obtenidos de los bienes o productos obtenidos de todos los bienes propios y de la sociedad y las rentas de los derechos de autor e inventor.
3. Edificios construidos a costa del caudal social en suelo propio de uno de los cónyuges.

### Bienes privados
Artículo principal: Bienes de propios
En el artículo 302° del Código Civil, detalla los bienes que son propios de cada cónyuge. 
1. Los que aporte al iniciarse el régimen de sociedad de gananciales.
2. Los que adquiera durante la vigencia de dicho régimen a título oneroso, cuando la causa de adquisición ha precedido a aquella.
3. Los que adquiera durante la vigencia del régimen a título gratuito.
4. La indemnización por accidentes o por seguros de vida, de daños personales o de enfermedades, deducidas las primas pagadas con bienes de la sociedad.
5. Los derechos de autor e inventor.
6. Los libros, instrumentos y útiles para el ejercicio de la profesión o trabajo, salvo que sean accesorios de una empresa que no tenga la calidad de bien propio.
7. Las acciones y las participaciones de sociedades que se distribuyan gratuitamente entre los socios por re-valuación del patrimonio social, cuando esas acciones o participaciones sean bien propio.
8. La renta vitalicia a título gratuito y la convenida a título oneroso cuando la contra-prestación constituye bien propio.
9. Los vestidos y objetos de uso personal, así como los diplomas, condecoraciones, correspondencia y recuerdos de familia.[11]

Por tanto la propiedad de estos bienes es indiscutible, cada cónyuge puede disponer de sus bienes libremente.

## Colombia
En Colombia, cuando dos personas contraen matrimonio se forma automáticamente la sociedad conyugal, es una presunción que admite prueba en contrario, los futuros contrayentes antes de casarse pueden pactar el no nacimiento de la sociedad conyugal. Los gananciales por los cuales se componen la sociedad conyugal están señalados en el artículo 1781 del código civil  y se compone de:
- Los salarios que cada uno obtiene.
- Los frutos, pensiones, intereses y lucros.
- El dinero que ingresa a la sociedad gracias a una venta o un negocio que se haya realizado durante la misma.
- Bienes y derechos adquiridos a título oneroso
- Los bienes raíces que ingresan durante la sociedad a título oneroso.

Existen bienes que no hacer parte de la sociedad conyugal, como los subrogados a otro bien propio, las cosas compradas con dineros propio de un cónyuge y estipulado así en las capitulaciones prematrimoniales, las donaciones, herencias, los bienes adquiridos por prescripción siempre que la demanda de pertenencia se inicie antes de conformarse la sociedad conyugal.
La sociedad conyugal culmina con el divorcio, con la separación Judicial de cuerpos, separación de bienes, nulidad del matrimonio y por mutuo acuerdo, mientras la sociedad conyugal no este disuelta no se puede demandar directamente ante el juez de familia.